# Eduardo Campos
Eduardo Campos (ur. 10 sierpnia 1965 w Recife, zm. 13 sierpnia 2014 w Santos) – brazylijski ekonomista i polityk.

## Życiorys
Eduardo Campos był synem Any i Maximiana Campos. Ukończył ekonomię na Uniwersytecie Federalnym w Pernambuco, gdzie rozpoczął działalność polityczną jako przewodniczący Rady Naukowej Wydziału Ekonomii w 1985 roku.
W 1990 roku wstąpił do Partii Socjalistycznej (PSB). Jeszcze w tym samym roku został jej liderem. W 1994 roku został wybrany na posła Kongresu, otrzymując 133 000 głosów. Był sekretarzem rządu w 1996 roku, a w 1998 roku został ponownie wybrany do Izby Federalnej. Został dwukrotnie wybrany na gubernatora stanu Pernambuco w 2006 i 2010 roku, a także był kandydatem na prezydenta w nadchodzących wyborach prezydenckich w 2014 roku. Zginął 13 sierpnia 2014 roku w katastrofie lotniczej.